# Здрач (филм, 2008)
Вижте пояснителната страница за други значения на Здрач.
„Здрач“ (на английски: Twilight) е американски романтично-фантастичен игрален филм, създаден по едноименния роман на Стефани Майър.
Главната женска роля, играна от Кристен Стюарт, е за тийнейджърка, която се влюбва във вампира Едуард Кълън, в ролята Робърт Патинсън.

## Сюжет
Бела Суон (Кристен Стюарт) е 17-годишно момиче, което се мести в малкия град Форкс, Вашингтон от Финикс, Аризона и се влюбва във вампира Едуард Кълън (Робърт Патинсън) – 108-годишен вампир, който е превърнат през 1918 и все още изглежда като на 17. Животът и е в опасност, след като садистичния вампир – Джеймс, решава да я залови.

## „Здрач“ в България
Филмът се излъчва за пръв път на 16 август 2016 г. по bTV Cinema. Дублажът е на студио Медиа Линк. Екипът се състои от:
| Пост                | Име                                                                         |
| ------------------- | --------------------------------------------------------------------------- |
| Преводач            | Яна Янева                                                                   |
| Режисьор на дублажа | Мария Ангелова                                                              |
| Тонрежисьор         | Цветан Дацов                                                                |
| Озвучаващи артисти  | Ирина Маринова Йорданка Илова Христо Чешмеджиев Тодор Георгиев Виктор Танев |